# جيف كروفورد
جيف كروفورد (بالإنجليزية: Geoff Crawford)‏ هو سياسي أسترالي، ولد في 16 ديسمبر 1916 في إينفيريل في أستراليا، وتوفي في 29 ديسمبر 1998 في ميناء ماكواري في أستراليا. نشط حزبياً في الحزب الوطني الأسترالي. وقد انتخب عضو الجمعية التشريعية لنيو ساوث ويلز.